# Eschenbach (Lucerna)
Eschenbach es una comuna suiza del cantón de Lucerna, situada en el distrito de Hochdorf. Limita al norte con la comuna de Hochdorf, al noreste con Ballwil, al este con Inwil, al sur con Buchrain y Emmen, al suroeste con Rain, y al oeste con Rothenburgo y tiene un área de 1261 hectáreas.

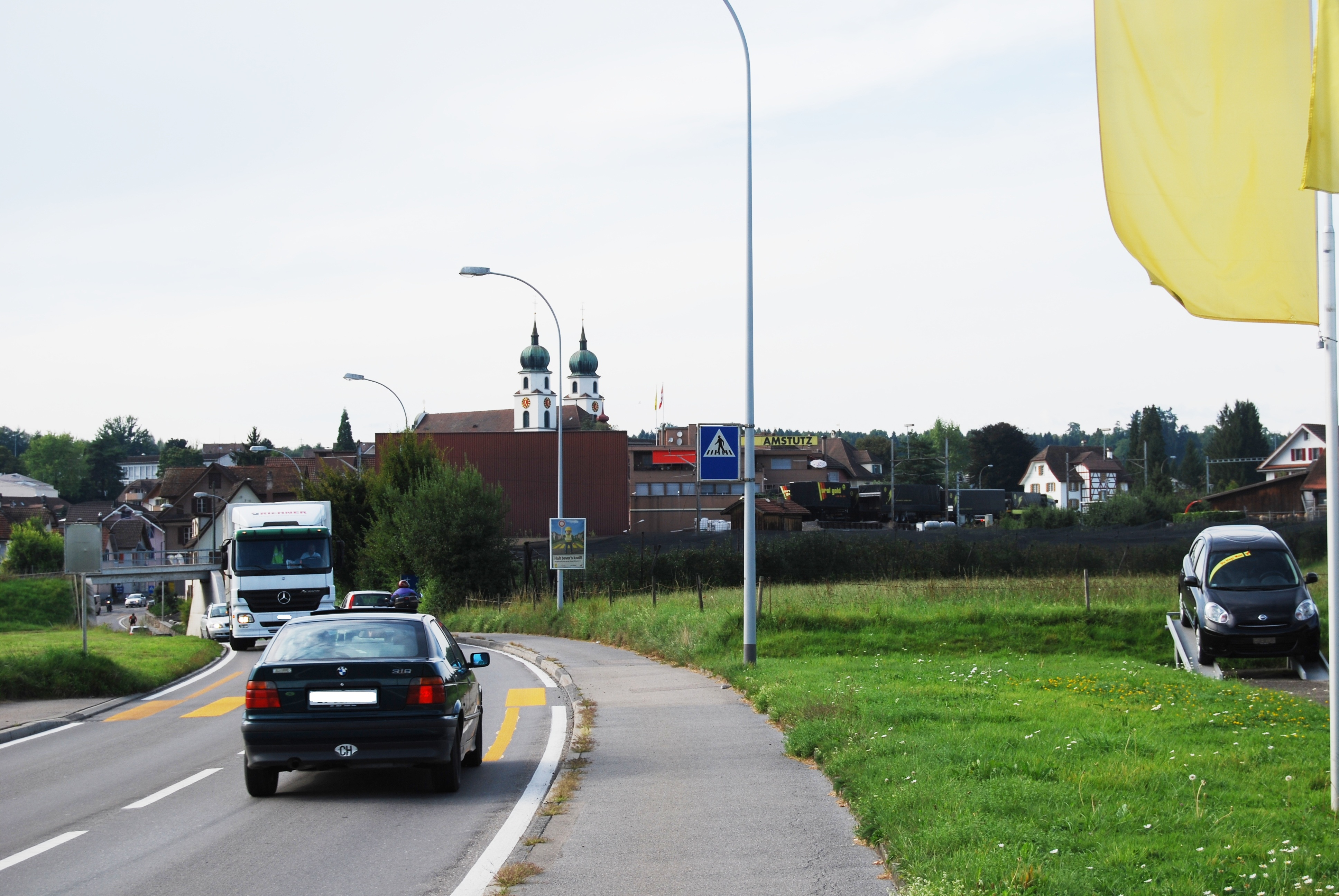
Eschenbach